# 太阳山
太阳山（匈牙利語：Naphegy）是匈牙利首都布达佩斯的一个山丘和街区，位于布达一侧，属于克里斯蒂娜城（德语：Christinenstadt；匈牙利语：Krisztinaváros）的一部分，行政上隶属于布达佩斯第一区。

## 位置
太阳山耸立于克里斯蒂娜城的中心区以南，介于盖勒特山（Gellérthegy）与塔班（Tabán）之间。

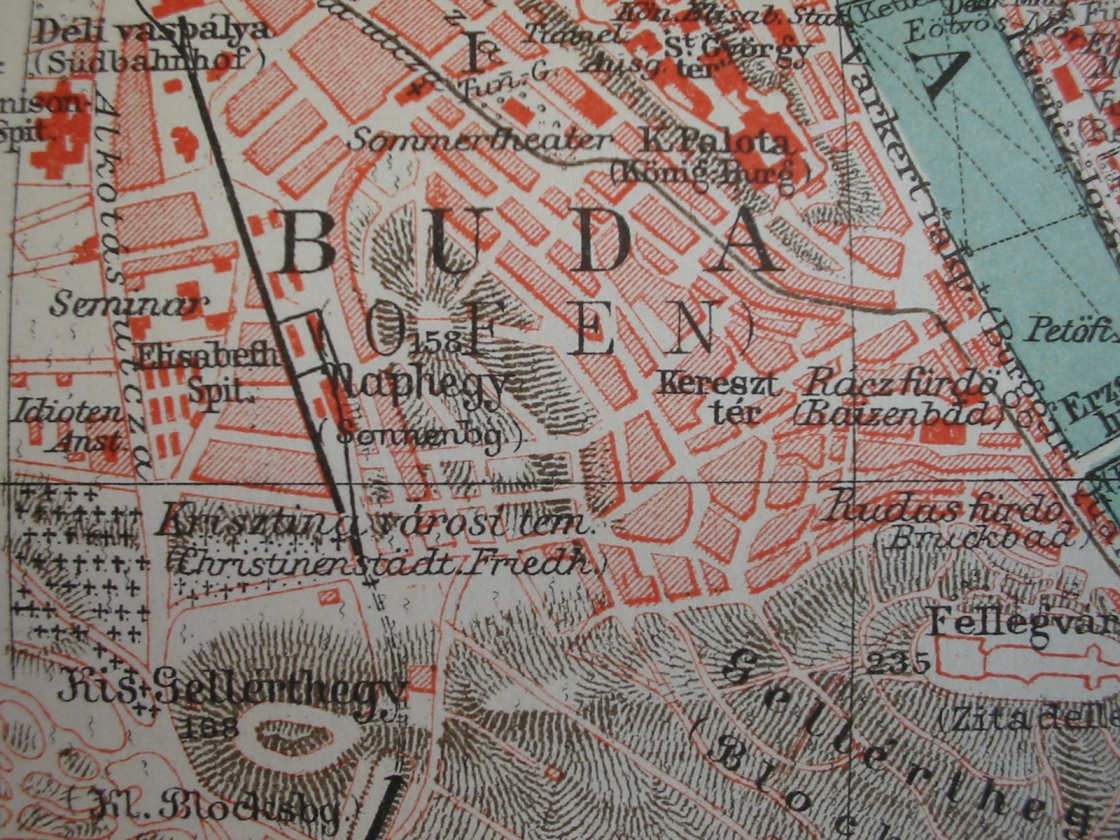
太阳山和塔班，1905年

在第二次世界大战期间，该地区是受灾最严重的地区之一，因为它靠近布达佩斯南站，又具有山丘的战略重要地位。